# Joachim Streich
Joachim Streich (Wismar, Alemania Oriental; 13 de abril de 1951-Leipzig, Alemania; 16 de abril de 2022) fue un futbolista y entrenador alemán, que ganó la medalla de bronce con el equipo de Alemania Democrática en los Juegos Olímpicos de Múnich 1972.

## Carrera
Jugó como delantero en el Aufbau Wismar (1957 - 1963), ETG Wismar (1963 - 1967), Hansa Rostock (1967 - 1975) y 1. FC Magdeburg (1975 - 1985).
Fue internacional con la Selección de fútbol de Alemania Oriental en 98 ocasiones entre 1969 y 1984, y anotó 55 goles. Durante mucho tiempo fue considerado un miembro de la FIFA del Siglo, pero cuando la FIFA cambió sus reglamentos, ya no se tenían en cuenta a los Juegos Olímpicos, razón por la que la FIFA consideró cuatro de sus partidos como oficiales y la abandonó. En la página web de la DFB todavía figura Streich con 102 internacionalidades.
Fue considerado como uno de los mejores jugadores de la Selección de fútbol de Alemania Oriental y tiene dos récords: el de jugador con más apariciones y el de máximo goleador con su equipo nacional. Streich participó en la Copa Mundial FIFA 1974, y anotó 2 goles en 4 partidos.
Durante su carrera jugó en el FC Hansa Rostock y 1. FC Magdeburg, equipos de la DDR-Oberliga, competición en la que disputó 378 partidos y logró un registro de 229 goles. Esta cifra le sirvió para obtener el premio de máximo goleador cuatro veces. También anotó 17 goles en 42 partidos de competición europea. (Hansa Rostock 4 partidos/0 goles y Magdeburgo 38 partidos/17 goles). En 1979 y 1983 ganó el premio de Mejor Jugador de Alemania Oriental del Año.
Tras el final de su carrera como jugador entrenó al 1. FC Magdeburg, Eintracht Brunswick y Zwickau FSV.

## Honores
- FDGB-Pokal : 3
  - Ganador 1978 , 1979 y 1983
- Torneo olímpico de fútbol :
  - Ganador de la medalla de bronce 1972
- Futbolista del año de Alemania Oriental
  - Ganador 1979, 1983.